# ロータリートランペット

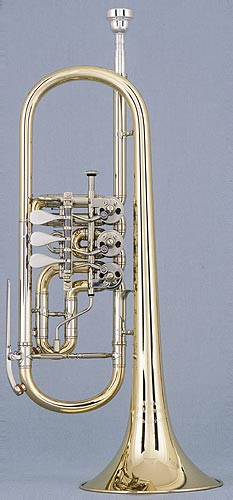
C管のロータリートランペット

ロータリートランペット（英: rotary-valve trumpet）はトランペットの一種である。

## 概要
日本やアメリカなどで一般的なトランペットはピストンバルブ式であるが、ロータリートランペットはホルンなどに使われるロータリーバルブが付いており、レバーを押して変音することによって演奏する。楽器の構え方は異なるが、運指はピストントランペットと同様である。ドイツ、オーストリアなどでよく使われる。従って、俗に「ドイツ管」と呼ばれることがある。（クラリネットやトロンボーンも形状などから区別する時にドイツ管と呼称されている物がある。）現在の日本においてはピストン式トランペットがロータリートランペットよりも広く浸透しており、その結果まだまだ認知度が低い部類の楽器に入る。吹奏楽で用いるトランペットは専ら、コルネット同様ピストンバルブで変音するバルブトランペットである。今のところはオーケストラで交響曲を演奏する時に使われることが多い。
丸みがあり、暖かく優しいトーンが魅力で、音は他の楽器とよく調和する。
ピストン式トランペット同様、B♭管やC管、F管等種類は沢山ある。この楽器の第一の特徴はピストン式トランペットと違いオクターブキー（独  オクターブクラッペ）が装着されているケースが多い事である。オクターブキーは一見外観はつば抜きに似た印象を与える部品で、主管抜差管に付いている。High C・A・Hに対応したものが付いていることが多い。また、同じく主管抜差管に付いているつば抜きはHigh B♭キーとして機能させることができる。
ベルの直径、ボディの形状からドレスデンタイプ・ケルンタイプ・ウィーンタイプに分類される。ピストン式トランペットとは違い、ベルクランツがある楽器が多いこともロータリートランペットの特徴であると言える。また、メーカーによってはマウスピースとシャンクが合わずにガタついたり、本来入るところまで入り切らないこともある。

## ガンシュホーン
一般的なロータリートランペットは両手で保持しなければならず、ピストントランペットのように楽器を片手で保持しながら、もう一方の手でミュートを操作したり、その他のアクションを行ったりすることができない。この欠点を克服するために開発されたのがガンシュホーン（Ganschhorn, Gansch-Horn）である。
ガンシュホーンは、オーストリアのトランペット奏者トーマス・ガンシュ（Thomas Gansch）が同国の楽器メーカー、シャーゲル（Schagerl Music GmbH）と共同で開発したもので、ピストン・トランペットと同様に片手で縦に保持してバルブを操作することができる。ガンシュホーンではそのベルの独特の形状も目を引くようになっている。